# Susannah Grant
Susannah Rawson Grant (ur. 4 stycznia 1963 w Nowym Jorku) − nominowana do Oscara amerykańska scenarzystka filmowa i telewizyjna, okazjonalnie reżyserka.

## Życiorys
Od 1984 roku jest absolwentką Amherst College, prywatnej szkoły wyższej w Massachusetts. Po ukończeniu studiów została przyjęta do organizacji American Film Institute, gdzie otrzymała stypendium naukowe w scenopisarstwie.
W branży filmowej debiutowała jako producentka w 1994, angażując się w produkcję serialu młodzieżowego Ich pięcioro (Party of Five) Foxu. Napisała scenariusze do ośmiu odcinków serialu. W 1995 wsławiła się jako jeden ze scenarzystów animowanego filmu Disneya Pocahontas. Przełomem w jej karierze był film Erin Brockovich (2000), za skrypt do którego otrzymała szereg wyróżnień, w tym nominacje do Oscara, BAFTA oraz nagrody Gildii Scenarzystów Ameryki.
Jest żoną Christophera Henriksona, z którym ma dwoje dzieci, syna i córkę.

## Filmografia
Scenarzystka
- 2011: A Gifted Man (serial TV)
- 2010: Burleska (Burlesque)
- 2009: Solista (The Soloist)
- 2006: Pajęczyna Charlotty (Charlotte's Web)
- 2006: Złów i wypuść (Catch and Release)
- 2005: Siostry (In Her Shoes)
- 2000: 28 dni (28 Days)
- 2000: Erin Brockovich
- 1998: Długo i szczęśliwie (Ever After: A Cinderella Story)
- 1995: Pocahontas
- 1994: Ich pięcioro (Party of Five) (serial TV)

Reżyserka
- 2006: Złów i wypuść (Catch and Release)
- 1994: Ich pięcioro (Party of Five) (serial TV)

Producentka
- 2011: A Gifted Man (serial TV)
- 1994: Ich pięcioro (Party of Five) (serial TV)